# Villa Tacora
Villa Tacora es un pueblo altiplánico, a pocos kilómetros al sur de Visviri, en la Región de Arica y Parinacota, Chile, en las faldas del volcán Tacora. Se encuentra a una altitud de 4088 metros sobre el nivel del mar y cuenta con 15 habitantes.
En el pueblo se ubica la iglesia de la Virgen del Carmen formalmente establecida en 1920 bajo decreto regional, a partir de las gestiones del terrateniente Mario E. Alvarado, reconocido por su apoyo logístico en la operación minera local. Su vínculo con el ferrocarril Arica–La Paz facilitó el crecimiento inicial del poblado.